# Jan Farurej z Garbowa
Jan Farurej z Garbowa  herbu Sulima, (zm. 1453) – rycerz, starosta spiski i stolnik krakowski. 
Syn Mikołaja kasztelana sieradzkiego, brat Zawiszy Czarnego. 
Po śmierci Zawiszy w bitwie z Turkami pod Golubacem, w 1428 r., objął po zmarłym bracie starostwo spiskie. Jan Farurej z Garbowa wymieniany jest przez Jana Długosza wśród największych rycerzy walczących w bitwie pod Grunwaldem. Uczestnik zjazdu w Budzie 24 maja 1412, podczas spotkania cesarza Zygmunta i Władysława króla polskiego. Dworzanin i stronnik cesarza Zygmunta, za swoje zasługi otrzymał od niego wielkie dobra na Węgrzech. W 1438 był jednym z uczestników konfederacji korczyńskiej.
Ożeniony z Leonorą, córką Sieniawskiego podkomorzego sanockiego. W roku 1435 jako stolnik krakowski podpisał pokój brzeski.